# Mrs Philarmonica
Mme Philarmonica (fl. 1715) est le pseudonyme d'une compositrice baroque anglaise. Elle publie une collection de douze sonates pour deux violons avec Richard Meares à Londres vers 1715. Sa véritable identité est inconnue.

## Œuvre
- Sonates pour deux violons avec violoncelle obbligato et continuo (violone, clavecin ou orgue) Vol I. Édité par Barbara Jackson (2002)
- Sonates pour deux violons avec violoncelle obbligato et continuo (violone, clavecin ou orgue) Vol II. Édité par Barbara Jackson (2003)
- Sonates parte seconda : Divertimenti da Camera pour 2 violons, violoncelle ou clavecin (ou orgue). Vol. III. Édité par Barbara Jackson (2004)
- Sonates parte seconda : Divertimenti da Camera pour 2 violons, violoncelle ou clavecin (ou orgue). Vol IV. Édité par Barbara Jackson (2005)
- Sonate pour 2 violons, violoncelle et clavecin[2]